# Metarranthis adustaria
Metarranthis adustaria är en fjärilsart som beskrevs av Walker 1866. Metarranthis adustaria ingår i släktet Metarranthis och familjen mätare. Inga underarter finns listade i Catalogue of Life.